# Streichquartett Nr. 1 (Prokofjew)
Das Streichquartett Nr. 1 h-Moll op. 50 ist ein kammermusikalisches Werk des russischen Komponisten Sergej Prokofjew von 1930.
Prokofjew schrieb das Streichquartett Nr. 1 h-Moll op. 50 im Auftrag der amerikanischen Kongressbibliothek, die in ihrem Bestand Originalmanuskripte zeitgenössischer Komponisten besitzen wollte. „Das Streichquartett hat eine für dieses Genre ungewöhnliche Binnenstruktur, nicht vier, sondern drei Sätze, doch besteht der mittlere Teil aus zwei miteinander kontrastierenden Abschnitten, einer langsamen Einleitung und einem schnellen Hauptteil; das Finale  aber ist ein langsamer Satz, der gewichtigste in diesem Zyklus.“ Prokofjew schrieb dazu später: „Ich schloss das Quartett mit einem langsamen Satz ab, weil das Material dafür sich als das bedeutendste erwies. Ungewöhnlich ist auch die Haupttonart des Zyklus, h-Moll, ... in der man gewöhnlich keine Quartette schreibt.“
Stilistisch kreuzen sich in diesem Werk zwei Hauptlinien im Schaffen Prokofjews, die klassizistische, die die Tradition der „Klassischen Sinfonie“ fortsetzt, zum anderen eine „markante, weitatmende Melodik, durch die sich einige Themen dem fünf Jahre später komponierten, zentralen Ballett des Komponisten von Romeo und Julia annähern“.
Prokofjew bereitete sich auf die Komposition mit dem Studium von Beethovens Quartetten vor, um sich dessen Quartett-Technik anzueignen. Parallel zum 1. Streichquartett entstanden die Sinfonische Suite „Porträts“ op. 49 zu Der Spieler (1931) und die 4. Sinfonie, ebenfalls ein Auftragswerk des Boston Symphony Orchestra. Die Arbeiten begann er in La Naze an der Seine unweit von Paris und im frühen Winter 1930 während der Zugfahrten in den Vereinigten Staaten. Die Uraufführung fand auf einem Festival der Library of Congress am 25. April 1931 in Washington DC mit dem Budapester Roth-Quartett statt. Prokofjews erstes Streichquartett fand sowohl in den SA als auch in der UdSSR großen Anklang.